# Quadrato del Sator

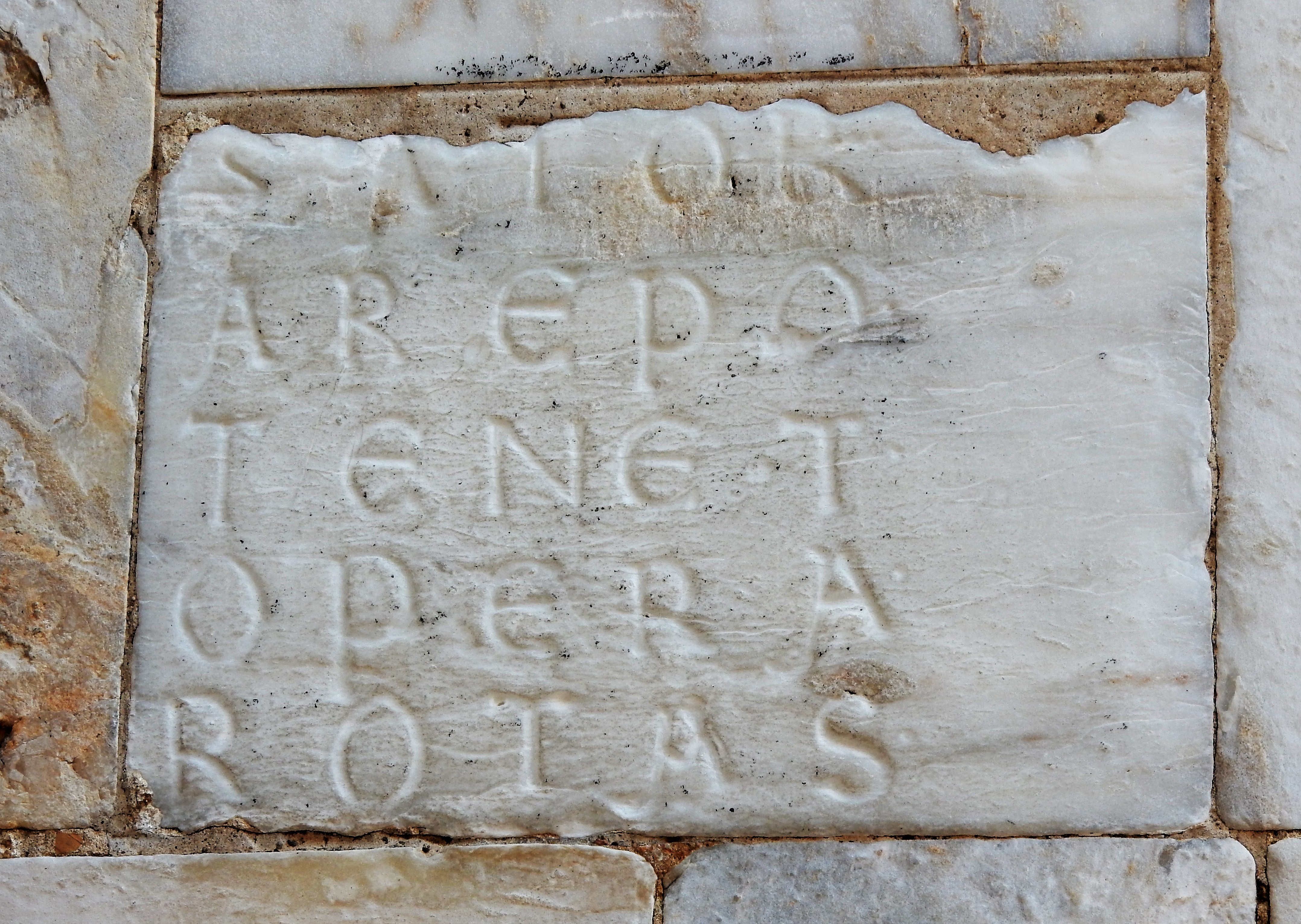
Quadrato del SATOR sul fianco nord del Duomo di Siena

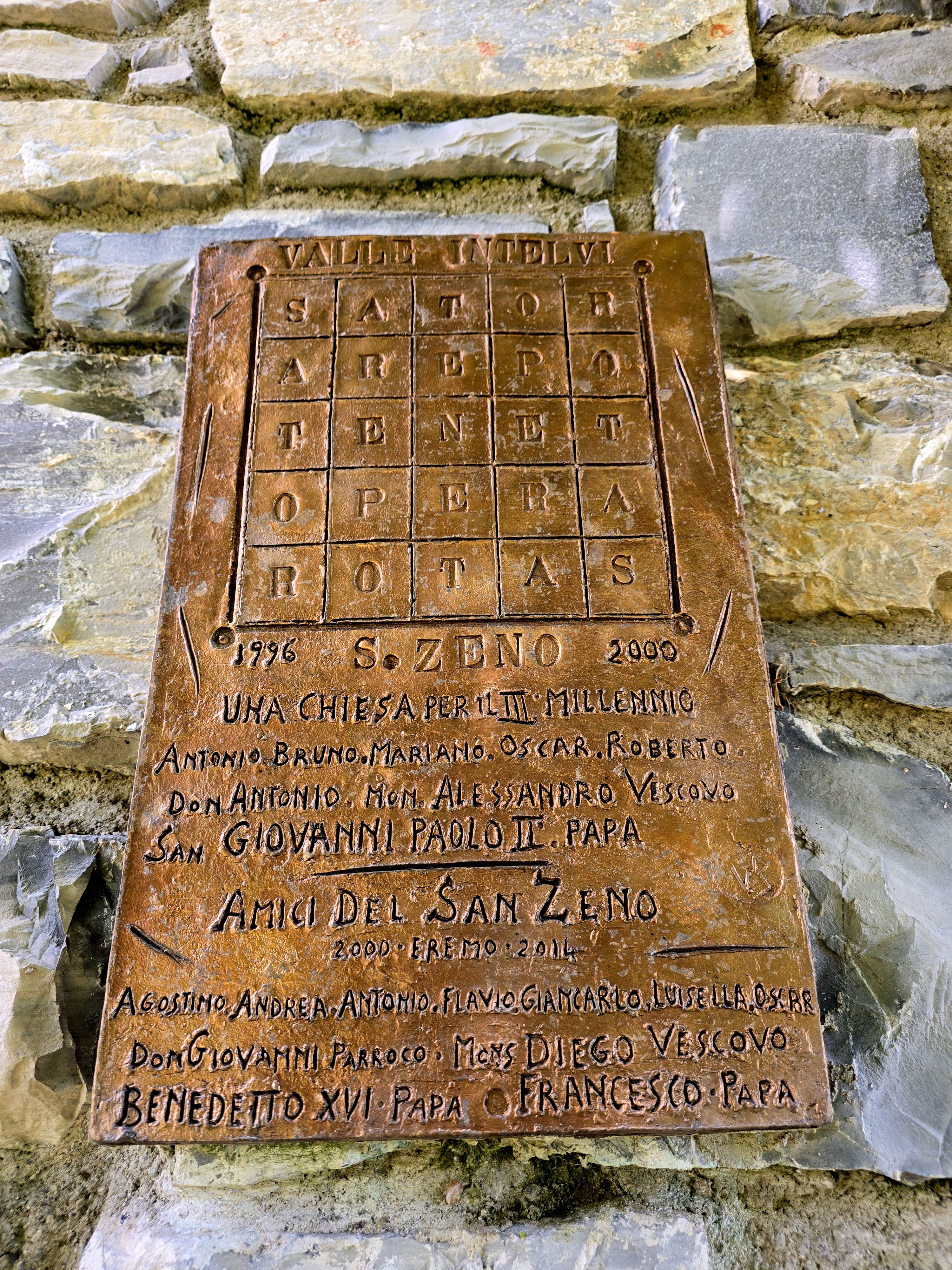
Italia: Schignano (Como): targa commemorativa con il SATOR sulla chiesa di San Zeno

Il quadrato del Sator è una ricorrente iscrizione in lingua latina, composta dalle cinque seguenti parole: SATOR, AREPO, TENET, OPERA, ROTAS. La loro giustapposizione, nell'ordine indicato o in ordine inverso, dà luogo a un palindromo, vale a dire una frase che rimane identica se letta da sinistra a destra e viceversa. Nelle iscrizioni latine la frase inizia con la parola ROTAS, ma dal V secolo è stata utilizzata prevalentemente la versione che inizia con SATOR. Quando la frase è scritta in forma di quadrato magico la frase palindroma gode di ulteriori simmetrie e può essere letta anche in direzione verticale sia dall'alto verso il basso che viceversa.
L'iscrizione è stata oggetto di frequenti ritrovamenti archeologici, sia in epigrafi lapidee sia in graffiti, ma il senso e il significato simbolico rimangono ancora oscuri, nonostante le numerose ipotesi formulate.

## La struttura

Quadrato del Sator

Disponendo le parole su una matrice quadrata (vedasi figura), si ottiene una struttura che ricorda quella dei quadrati magici di tipo numerico. Le cinque parole si ripetono se vengono lette da sinistra a destra e dall'alto al basso oppure da destra a sinistra e dal basso in alto. Al centro del quadrato, la parola palindromica TENET forma una croce.

## Storia del misterioso quadrato

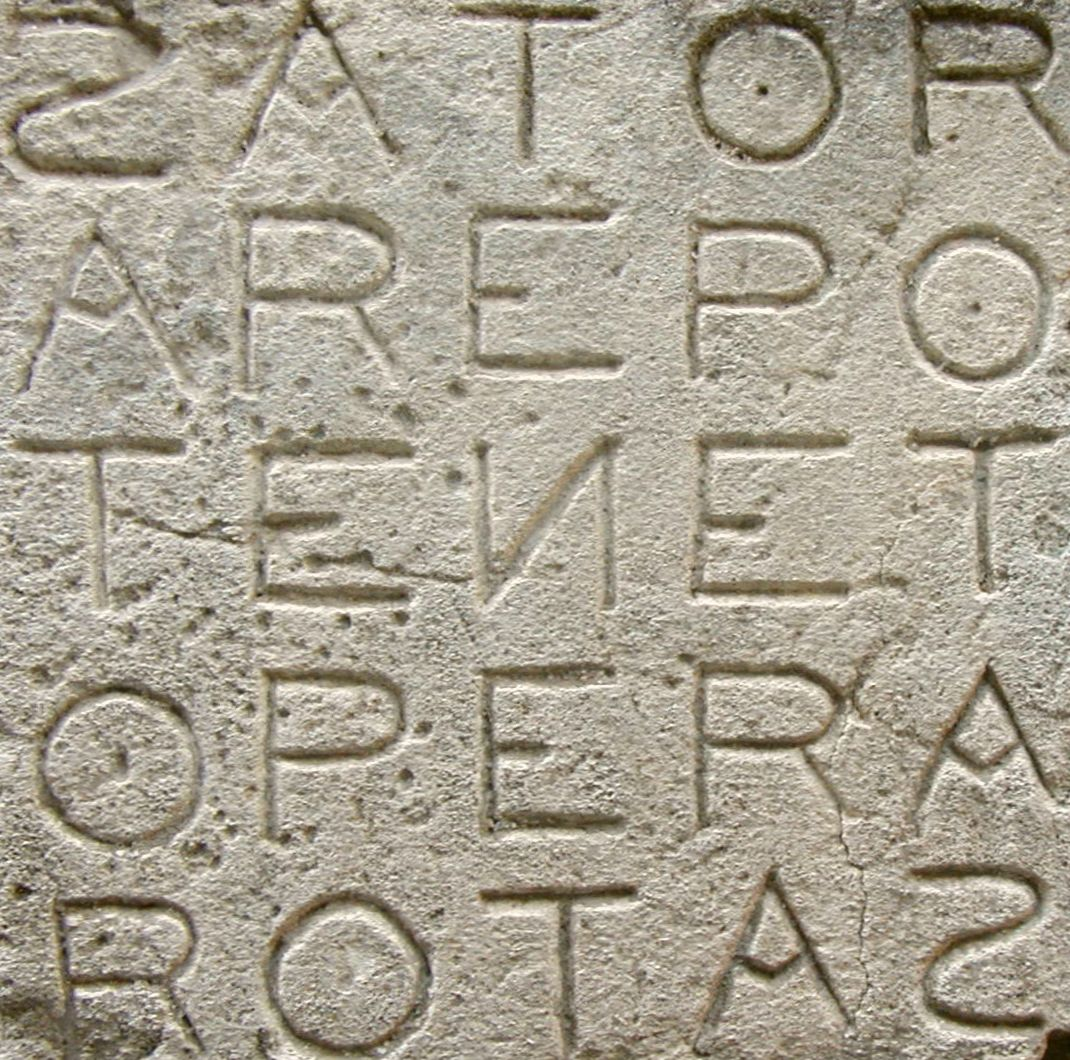
Il Quadrato del Sator a Oppède

Il curioso quadrato magico è visibile su un numero sorprendentemente vasto di reperti archeologici, sparsi un po' ovunque in Europa. Gli esemplari più antichi e più celebri sono quello incompleto rinvenuto nel 1925 durante gli scavi di Pompei, inciso su una colonna della casa di Paquio Proculo e quello trovato nel novembre del 1936 su una colonna della Palestra Grande, sempre a Pompei. Quest'ultimo ha avuto grande importanza negli studi storici relativi alla frase palindroma poiché esso è completo e arricchito da altri segni interessanti che non si sono trovati altrove e fu certamente inciso prima dell'eruzione del 79 d.C. A partire da questi ritrovamenti, il quadrato del Sator viene anche detto "latercolo pompeiano".
Ne sono stati rinvenuti esempi a Roma, nei sotterranei della basilica di Santa Maria Maggiore, nelle rovine romane di Cirencester (l'antica Corinium) in Inghilterra, nel castello di Rochemaure (Rhône-Alpes), a Oppède in Vaucluse, a Le Puy-en-Velay, nella corte della Cappella di Saint-Clair, sulla parete del Duomo cittadino di fronte al Palazzo Arcivescovile a Siena, in Abruzzo sulla facciata della Chiesa di Santa Lucia a Magliano de' Marsi e su quella dell'Abbazia di San Pietro ad Oratorium a Capestrano, nella Certosa di Trisulti a Collepardo, a Santiago di Compostela in Spagna, nelle rovine della fortezza romana di Aquincum in Ungheria, a Riva San Vitale in Svizzera, solo per citarne alcune.
A volte le cinque parole si trovano disposte in forma radiale, come nell'abbazia di Valvisciolo a Sermoneta, oppure in forma circolare come nella Collegiata di Sant'Orso di Aosta. Nel centro di quest'ultimo mosaico è raffigurato Sansone che uccide il leone, un'allusione all'esistenza di un significato nascosto nella frase del "Sator" che cinge il tondo centrale. Infatti secondo la Bibbia, Sansone, dopo aver ucciso la belva, durante una festa pose ai filistei un indovinello: «Dal divoratore è uscito il cibo e dal forte è uscito il dolce», che i convitati non riuscirono a risolvere.
Altre chiese medioevali ancora, nelle quali si registra, in Italia, la presenza della frase palindroma (in forma di quadrato magico oppure in forma radiale o circolare) sono: la Pieve di San Giovanni a Campiglia Marittima, la Concattedrale di Ascoli Satriano, l'abbazia di San Pietro ad Oratorium a Capestrano, le chiese di Santa Maria Maddalena in Campo Marzo a Verona e di San Michele di Pescantina, la chiesa di Santa Maria Ester ad Acquaviva Collecroce, Nelle Marche nella chiesa di San Lorenzo a Paggese di Acquasanta Terme e nella pieve di Santa Maria Plebis flexiae, Fabriano, le abbazie di Casamari a Veroli e di Montecassino a Cassino, ecc. Il quadrato è diffuso in molte altre chiese francesi come la chiesa di Maignelay-Montigny e la cattedrale di Digione.
Si osservi che moltissimi esemplari sono stati rinvenuti in edifici religiosi cristiani e che non se ne conoscono di antecedenti l'era cristiana (la diffusione del cristianesimo a Pompei prima dell'eruzione sembrerebbe documentata archeologicamente).

## Parole enigmatiche

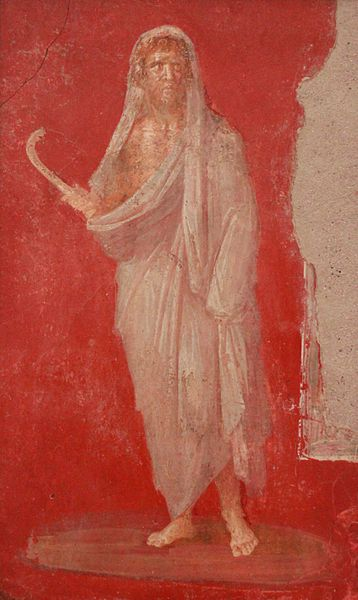
Saturno con il capo coperto dal mantello invernale mentre impugna la roncola. Dipinto contemporaneo della prima comparsa di un quadrato del sator a Pompei (I secolo d.C.), conservato al Museo archeologico nazionale di Napoli

### Sator
La parola sator significa seminatore, coltivatore e in senso figurato padre, creatore. Nei contesti cristiani allude ad alcune parabole evangeliche, in cui rappresenta Dio Padre. Nell'Apocalisse, però, è il Cristo che regge una falce affilata e miete (v. 14,14). La metafora venne approfondita dai padri della chiesa e in particolare da Ireneo di Lione (130-202), per il quale il Verbo aveva seminato l'umanità con Adamo, l'aveva sarchiata con l'aratro costituito dalla croce di Cristo e sarebbe intervenuto a mietere con la falce messoria alla fine dei tempi. La metafora, però, di un coltivatore celeste per rappresentare la divinità creatrice e conservatrice del mondo è presente anche nelle opere di alcuni scrittori latini dall'inizio del periodo augusteo in poi. Un'origine pagana del Sator, antecedente di poco il cristianesimo, spiegherebbe in modo più probabile la presenza di ben tre quadrati del Sator a Pompei pochi decenni dopo la morte di Gesù. 
Verso il 44-45 a.C. Marco Tullio Cicerone, traducendo liberamente un brano de Le Trachinie di Sofocle, riporta che Ercole invoca Zeus con l'epiteto caelestum sator (padre degli dei). Poco dopo, nel De natura deorum, viene detto sator il mondo naturale, che rende fecondi, genera, educa e alimenta i viventi, nel quale, in accordo col pensiero stoico, opera una divinità immanente e provvidenziale (in greco: prònoia): il Logos spermatikòs (Logos seminale), detto anche "pneuma" (anima del mondo) e assimilato al fuoco, uno dei 4 elementi costitutivi dell'universo. Il Logos stoico venne identificato con la "Parola di Dio" biblica dal filosofo ebreo Filone di Alessandria, ponendo un'ulteriore premessa per l'identificazione del Sator con il dio dei cristiani nei secoli successivi.
Nella cultura romana del tempo di Cicerone, invece, questa divinità nascosta sarebbe potuta essere rappresentata simbolicamente con Saturno, il dio romano dell'agricoltura, il cui stesso nome è legato alla semina e alle messi (in latino: sata). Nonostante alcuni errori ortografici proprio il nome di Saturno è scritto a Pompei sotto il più antico quadrato del sator conosciuto. 
Nel secolo successivo l'epiteto sator è utilizzato in opere letterarie celebrative dell'impero romano per indicare come "padre degli dei e degli uomini" Giove, padre di Venere e perciò nonno di Enea, da cui secondo l'Eneide di Virgilio discendeva il popolo romano. Giove "sator" ricompare circa un secolo dopo al tempo degli imperatori flavi in un altro scritto celebrativo delle origini di Roma imperiale: Le Argonautiche di Valerio Flacco. In conclusione nella letteratura latina augustea e del I secolo dopo Cristo il sator era la divinità suprema, da intendersi come Saturno o come Giove.

### Arepo
La parola successiva arepo è la più misteriosa, anche perché non compare in nessun altro testo della lingua latina classica. Molti esperti, perciò, la considerarono solo un nome proprio, benché il nome non compaia in nessun altro testo come nome di persona, di divinità o di luogo. Altri studiosi cercarono argomenti per interpretarla come "carro" o "aratro", un vocabolo del mondo agricolo come sator e un oggetto ligneo che in contesti cristiani potrebbe alludere alla croce. Nella sua Storia naturale Plinio il Vecchio menziona l'utilizzo già allora di un aratro con ruote. Altri studiosi ancora hanno collegato arepo con vocaboli che indicavano un piccolo appezzamento (aripennis) o come un'abbreviazione di "areopago", sede del collegio delle supreme magistrature della città di Atene fin dal periodo monarchico. Tutte interpretazioni difficili da sostenere e perciò oggetto di discussione.
Nel glossario del latino medievale del Du Cange esiste la parola "aripus", da lui interpretata come gladius falcatus, cioè l'arma/attrezzo detta harpe (dal greco antico ἅρπη). In agricoltura lo stesso vocabolo indica anche l'attrezzo che oggi si chiama "roncola", simile al moderno falcetto (la "falce messoria"), ma molto più robusto e rozzo. La harpe/falce/roncola è un attributo iconografico di Saturno, protettore dell'agricoltura. Il dio, poi, venne identificato col titano greco Crono, che secondo la Teogonia di Esiodo avrebbe utilizzato l'attrezzo anche per evirare il padre Urano. Secondo Silvana Zanella il misterioso arepo sarebbe proprio questo attrezzo. Sator arepo, il seminatore con la roncola, potrebbe quindi essere Saturno, il cui regno secondo Virgilio stava per tornare sulla Terra, come nuova età dell'oro. Saturno, infatti, avrebbe regnato sul Lazio e la sua sede sarebbe stata precisamente sul colle del Campidoglio. In quella remota e felice epoca il nome "Saturnia" avrebbe quindi indicato sia Roma sia l'intera Italia. Nella sua ecloga IV Virgilio scrive: Iam redeunt saturnia regna e l'associa alla imminente nascita di un bimbo. I cristiani interpretarono questi versi come profezia della nascita di Cristo e attribuirono a Virgilio un ruolo propedeutico alla loro fede, come testimonia anche semplicemente il suo ruolo nella Divina Commedia.

### Tenet, opera, rotas
L'interpretazione delle ultime tre parole presenta difficoltà minori, tenet significa "tiene", "regge", "guida". Opera potrebbe significare "con cura", in quanto ablativo del vocabolo opera, oppure "le opere", come plurale del vocabolo opus. Infine rotas viene tradotto con "ruote": potrebbero essere quelle di un carro o metaforicamente le ruote celesti del destino (come le traiettorie percorse dalle stelle nella notte) per indicare genericamente le sorti della storia.

## Significato

### Lettura lineare

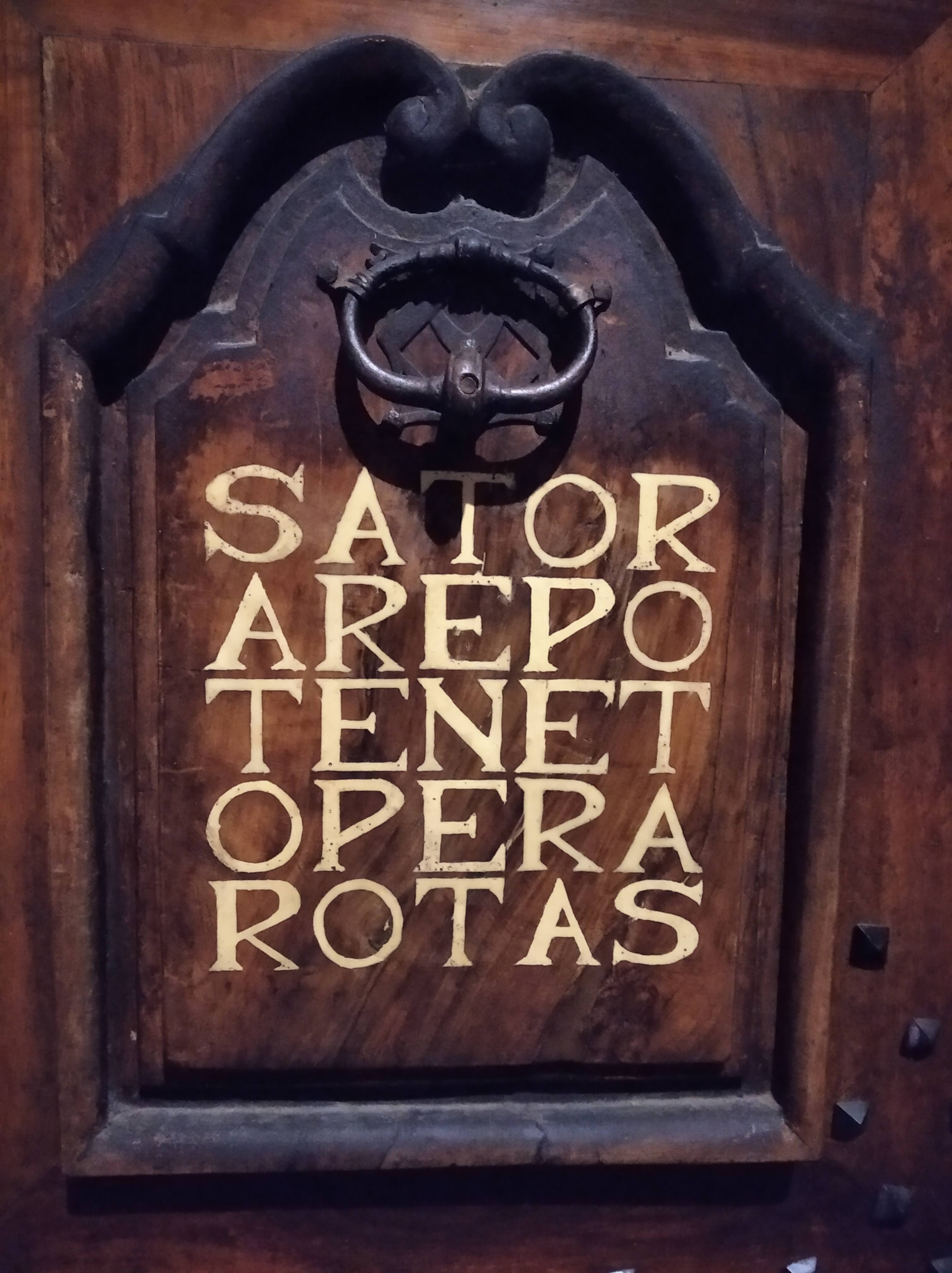
Il quadrato di Sator su una porta di legno a Grenoble (Francia)

Difficile stabilire il significato letterale della frase composta dalle cinque parole, dal momento che il termine AREPO è un hapax legomenon nella letteratura latina, e quindi non è possibile stabilirne il significato per confronto. Se il termine indica un nome proprio, la frase è traducibile come "Il seminatore Arepo maneggia con cura le ruote".
Secondo altre congetture tale parola indica un nome comune. Nelle Gallie e nei dintorni di Lione esisteva un tipo di carro celtico che era chiamato arepos: si presume allora che la parola sia stata latinizzata in arepus e che nel quadrato essa avrebbe la funzione di un ablativo strumentale (cioè un complemento di mezzo), il che porterebbe a una traduzione, di senso oscuro, "Il seminatore, con il carro, tiene con cura le ruote", della quale si cerca di chiarire il senso intendendo il riferimento al seminatore come richiamo al testo evangelico.
Il termine arepo si può anche intendere come «piccola pezza di terra», in riferimento a un passo di Columella dove arepenne viene dato come sinonimo di origine gallica di semiiugero, con uguale radice di arpentum. Inoltre il termine rotas può indicare "il convento". Il significato sarebbe stato dunque: "Il Seminatore di un arepo mantiene con il suo lavoro il convento". Se invece rotas si rifacesse alle ruote celesti, potrebbe essere letto come "Il Creatore delle terre tiene (governa) le ruote celesti". Il concetto della unicità del mondo immanente con quello trascendente, identificato anche dalla forma a croce del tenet, forma che esprime simbolicamente l'unione del cielo e della terra. Dalle combinazioni dei due significati si può anche ottenere "Il seminatore nel campo governa le ruote celesti", visione riconducibile all'ateismo radicale tipico dell'atomismo di Lucrezio.

### Lettura bustrofedica
Se si leggesse il palindromo cambiando verso di percorrenza alla fine di ogni riga o di ogni colonna (scrittura bustrofedica), si otterrebbe la frase "sator opera tenet arepo rotas", in cui il termine Sator indicherebbe il seminatore, arepo rappresenterebbe una contrazione di areopago (nel significato di tribunale supremo), e il palindromo potrebbe essere tradotto con: "Il seminatore decide i suoi lavori quotidiani, ma il tribunale supremo decide il suo destino"; tale interpretazione attribuirebbe pertanto un significato morale al quadrato magico secondo cui: "L'uomo decide le sue azioni quotidiane, ma soltanto Dio decide il suo destino".
Da notare come, utilizzando sia la lettura lineare sia quella bustrofedica, arepo corrisponde anche alla costellazione del Grande Carro, la falce degli dèi (harpé), simbolo del loro potere universale e quindi metafora di Dio.

### Lettura anfibologa
Data la molteplicità dei possibili significati, il quadrato di Sator si potrebbe intendere come un anagramma anfibologo, contenente volutamente più chiavi di lettura che si rivelavano differentemente a seconda del livello di conoscenza e profondità del lettore.
Il lettore meno colto si sarebbe fermato alla lettura letterale e forse avrebbe afferrato i significati simbolici abbastanza comuni nel mondo antico, come i quattro elementi pitagorici, traendo la lettura, riga per riga: "Il seminatore, tiene, la falce, le opere agricole, le ruote". Una persona più acuta avrebbe compreso l'anfibologia e le avrebbe trasferite dalla sfera terrestre a quella celeste, cogliendo il legame tra seminatore agricolo e Seminatore celeste, scorgendo la lettura, riga per riga,: "Il Creatore, tiene, il Grande Carro, le costellazioni, le stelle". Chi fosse dotato poi di cultura, sia letteraria che filosofica, avrebbe intuito la chiave di interpretazione bustrofedica ricca di metafore, traendo lettura, riga per riga: "Dio, si prende cura, del Creato, come l'uomo si prende cura, dei suoi campi", nonché ulteriori significati numerologici, cabalistici, filosofici e teologici.

### Altre letture
(Pauly-Wissowa, Enciclopedia reale dell'antichità classica, S.V. Satorquadrat, Suppl. XV, 1978, IIA, 479)
Tra le letture che partono da considerazioni numerologiche, l'Enciclopedia Britannica sostiene che altro non si tratti che l'equivalente in lettere di un Quadrato di Marte (Quadrato numerico ove la somma dei numeri in riga, in colonna e in diagonale è sempre la stessa); suffraga questa ipotesi anche con il fatto che in alcuni casi il quadrato è rappresentato con riga e colonna centrali in rosso, il colore di Marte (equivalente, nella mitologia romana, al greco Ares) e ipotizza che la lettura debba essere di tipo bustrofedico: "Il seminatore dell'Areopago detiene le ruote dell'Opera". Questa interpretazione però presta il fianco a critiche difficilmente superabili: (1) i quadrati di Marte si "leggono" non solo in orizzontale e in verticale, ma anche in diagonale, mentre qui la lettura diagonale non dice nulla; (2) il testo è in lingua latina e questo rende poco accettabile l'interpretazione di quell'"AREPO" come "areopago"; (3) è difficile poi accettare quell'"OPERA" come un genitivo, quando la grafia indica un probabile accusativo.
Lettura rituale: in questa prospettiva nella sequenza SATOR AREPO TENET OPERA ROTAS le uniche parole latine da considerare sono SATOR TENET OPERA con il significato "il Creatore sostiene le creature". Tale frase può essere letta ad alta voce sia per coloro che leggono da sinistra a destra sia per quelli che leggono da destra a sinistra. Quindi chiunque conosca il suono corrispondente alla lettera, pur non conoscendo l'esatto significato di tutta la frase, pronuncerà le tre parole con un significato rituale. Si tratta di una sorta di dichiarazione monoteista leggibile anche da soggetti semi-analfabeti.

### Acrostici e acronimi
Il termine Arepo potrebbe essere l'acronimo di Aeternus Rex Excelsus Pater Omnipotens (Eterno re eccelso, Padre Onnipotente), per cui l'interpretazione sarebbe quella di un simbolo cristiano.
Alcuni degli acrostici che si possono trarre solo dal termine TENET sono: Tota Essentia Numero Est Tracta ("L'intera essenza è ottenuta con il numero"), Tecta Erat Nocte Exordio Terra ("In principio la Terra era ricoperta dalle tenebre"), Tellurem Effecit Numen Elementorum Temperatione ("La Volontà Divina creò la Terra con un'equilibrata combinazione degli elementi"), Terra Effigiem Naturae Essentialis Tenet ("La Terra conserva l'immagine della Natura Essenziale").
Tra i tanti esempi di anagrammi possibili, sempre in campo religioso, si può trarre: O PATER, ORES PRO AETATE NOSTRA ("O Padre, prega per la nostra età"); ORA, OPERARE, OSTENTA TE, PASTOR ("Prega, opera e mostrati, o Pastore"); RETRO SATANA, TOTO OPERE ASPER ("Arretra, Satana, crudele in tutte le tue opere"). Non mancano neppure invocazioni diaboliche: SATAN, TER ORO TE, REPARATO OPES! ("Satana, ti prego per tre volte, restituiscimi le mie fortune").

## Simbologia cristiana

Anagramma di SATOR AREPO TENET OPERA ROTAS

La lettura all'interno del palindromo della parola "PATERNOSTER" come crux dissimulata avviene per via di anagramma.
La presenza del palindromo in molte chiese medievali induce a considerarlo - per quanto esso possa aver avuto un'origine più antica - un simbolo che si inserisce nella cultura cristiana di quel periodo. Partendo dalla identificazione del Sator, il seminatore, con il Creatore (vedi la Parabola del seminatore e la Parabola del granello di senape), qualche studioso ha proposto la seguente interpretazione: «Il Creatore, l'autore di tutte le cose, mantiene con cura le proprie opere». Un'altra sostiene che, coerentemente con abitudini diffuse nel Medioevo, l'impiego in ambiente cristiano del quadrato del Sator doveva corrispondere a finalità apotropaiche, come avvenne per molte altre iscrizioni suggestive, del tipo «Abracadabra» o «Abraxas».
Se la grande quantità di presenze e ritrovamenti in luoghi di culto medievali dimostra che il palindromo avesse un significato religioso in epoca medioevale, più controverso è il contesto del suo uso in epoche antecedenti. Il ritrovamento del «latercolo pompeiano», risalente a data anteriore all'eruzione del Vesuvio nel 79, ha sollevato numerose controversie sull'origine cristiana del quadrato in quanto, pur essendo un fatto documentato la presenza di comunità cristiane a Pompei ed Ercolano e in Campania, la A e la O poste ai lati della croce sono un riferimento alla simbologia dell'Alfa e l'Omega la cui prima comparsa in ambito cristiano è attestata nell'Apocalisse di Giovanni, redatta in data più tarda (anche se in ambito ebraico tale simbologia è presente anche nell'Antico Testamento).
Il primo a ipotizzare la tesi dell'Apocalisse fu Grosser, che osservando con spirito enigmistico l'insieme delle lettere che lo compongono rilevò come esse possono servire a comporre una croce, nella quale la parola paternoster si incrocia sulla lettera N: avanzano due A e due O, che possono porsi ai quattro estremi della croce, come fossero l'alfa e l'omega, il principio e la fine, all'interno di quattro quadranti divisi dagli assi orizzontale e verticale formanti la croce. Il quadrato sarebbe dunque una crux dissimulata, un sigillo nascosto in uso tra i primi cristiani ai tempi delle persecuzioni. Questa interpretazione è rafforzata dal fatto che il quadrato magico stesso contiene al suo interno una croce greca dissimulata, costituita dall'incrocio, al centro del quadrato, delle due ricorrenze di tenet, l'unica parola della struttura che è palindroma di sé stessa. Questa interpretazione, per quanto plausibile, non è accettata da tutti gli studiosi, specie da quanti rifiutano l'origine cristiana del palindromo.

## Uso apotropaico
Nel medioevo vi fu un proliferare di rappresentazioni di questo quadrato anche su pergamena. Gli venne attribuito un effetto apotropaico. Su un manoscritto del XII secolo dell'Abbazia di Prüll è esposto come simbolo della croce di Cristo con l'invito a far rientrare un fuggitivo; come augurio per la buona riuscita di un parto lo si trova sulla Pergamena di Aurillac, con l'invito a mostrarlo a una partoriente, e lo stesso uso è illustrato da un documento del 1259 conservato nell'Archivio di Stato di Genova. Il Quadrato venne utilizzato come protettore dai fulmini, dagli incendi, da malattie varie quali l'idrofobia, il mal di denti, il morso dei cani, ecc.

## Il quadrato nelle arti

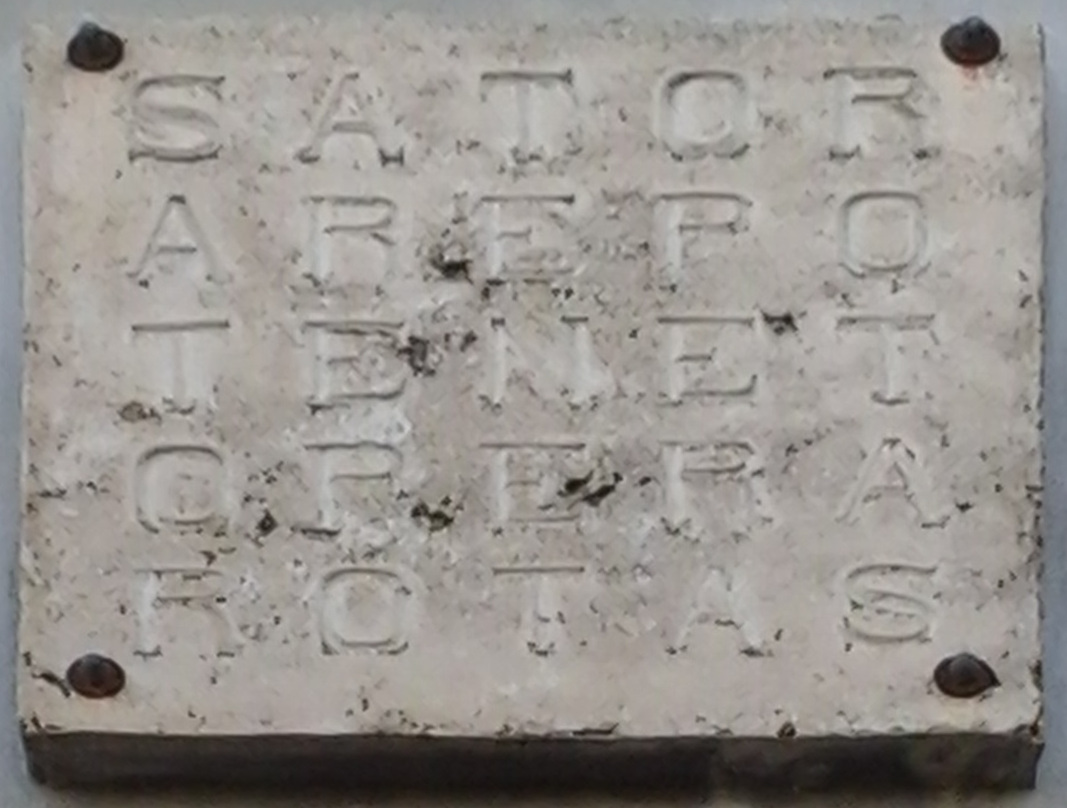
Il Quadrato del Sator nella chiesa di San Potito Martire ad Ascoli Satriano

- Osman Lins, Avalovara, 1973, romanzo brasiliano incentrato sul quadrato;
- Anton Webern, II Cantata, op. 31 (1941-43);[39]
- Martin Gümbel (1923-1986)
  - Sator Arepo I, Variationen über ein Magisches Quadrat (Variazioni su un quadrato magico), per flauto e soprano (1967, ca. 8 min.);
  - Sator Arepo II, Magisches Quadrat (Quadrato magico), per flauto, soprano e batteria (1968, ca. 12 Min.).
- A. R. Penk e Frank Breidenbruck, Spiritual Center (1995), iscritto sulla ruota dell'opera alla Fattoria di Celle
- Mario Biondi, Il cielo della Mezzaluna, Milano, Longanesi, 1983,  pp. 205-212.
- Fabio Mengozzi ha composto un brano intitolato SATOR (2019) in cui ha indagato le possibilità combinatorie del Sator traslate in ambito musicale[40]
- Il film Tenet, diretto da Christopher Nolan, fa numerosi riferimenti al quadrato. Il titolo riprende la parola centrale Tenet; l'antagonista del film si chiama Sator e agisce attraverso una compagnia chiamata Rotas; la scena iniziale del film ha luogo al Teatro dell'Opera di Kiev, e il falsario da cui Sator acquista il quadro di Goya viene chiamato Arepo. Numerose scene del film sono girate in modo palindromo dal punto di vista temporale: dapprima dal passato verso il futuro secondo la prospettiva di un personaggio, poi dal futuro verso il passato secondo quella di un altro personaggio o del personaggio stesso.
- La canzone Tenet, del gruppo folk norvegese Heilung.[41]